# داستان وندل بیکر
داستان وندل بیکر (به انگلیسی: The Wendell Baker Story) فیلمی است محصول سال ۲۰۰۵ به کارگردانی اندرو ویلسون و لوک ویلسون است. در این فیلم بازیگرانی همچون لوک ویلسون، اوا مندس، اوون ویلسون، ادی گریفن، کریس کریستوفرسون، هری دین استنتون، سیمور کاسل، ویل فرل و جیکوب بارگاس ایفای نقش کرده‌اند.